# Lago di Alborelo
Il lago Alborelo (Pankrazer Stausee in tedesco) è un lago artificiale che si trova a 804 m.s.l.m. nel comune di San Pancrazio in Alto Adige.

## La centrale idroelettrica
Il lago è formato da una diga a gravità in calcestruzzo costruita tra il 1950 e il 1953.
Il lago è collegato con delle condotte forzate alla centrale idroelettrica di Lana e sfrutta un salto di 489 m. Dispone di sei turbine Pelton per una potenza massima di 132 MW e una produzione annua di 206 GWh.
Il lago è l'ultimo della serie di invasi artificiali della Val d'Ultimo e sulle sue sponde sorge la centrale che sfrutta le acque del lago di Zoccolo.